# 福廣秀一朗
福廣秀一朗（ふくひろ しゅういちろう、1987年5月26日 - ）は、日本の作曲家、編曲家。

## 来歴
2011年に東京音楽大学卒業。映画、ドラマ、アニメ、CMを中心に作曲や編曲を手がける。

## 主な作品

### ドラマ
- 未来日記-ANOTHER:WORLD-（2012年、フジテレビ）
- 神様の赤ん坊（2012年、NHK）
- 僕が父親になるまで（2013年、NHK）
- レディ・ジョーカー（2013年、WOWOW）
- 佐知とマユ（2015年、NHK）
- 愛おしくて（2016年、NHK ※羽岡佳と共同）
- 立花登 青春手控え（2016年、NHK ※羽岡佳と共同）
- 破獄（2017年4月12日、テレビ東京）
- マリオ〜AIのゆくえ〜（2018年10月13日放送、NHK）
- 手紙 （2018年、テレビ東京）[1]
- あの家に暮らす四人の女（2019年、テレビ東京）
- 彼らを見ればわかること（2020年、WOWOW）
- ホットママ（2021年、Amazonプライム・ビデオ）
- 警視庁強行犯係 樋口顕（2021年、テレビ東京）
- ドクターホワイト（2022年、フジテレビ）
- 卒業式に、神谷詩子がいない（2022年、日本テレビ）
- テッパチ!（2022年、フジテレビ）
- ばかやろうのキス（2022年、日本テレビ)
- -私小説 -発達障がいのボクが純愛小説家になれた理由-（2023年、テレビ朝日）
- 隣の男はよく食べる（2023年、テレビ東京）
- 夫婦が壊れるとき（2023年、日本テレビ）
- 何曜日に生まれたの（2023年、朝日放送テレビ・テレビ朝日）
- ハイエナ（2023年、テレビ東京）
- たとえあなたを忘れても（2023年、朝日放送テレビ・テレビ朝日）
- GTOリバイバル（2024年、関西テレビ・フジテレビ）
- 御社の乱れ正します!（2024年、BS-TBS）
- わたしの宝物（2024年、フジテレビ）

### アニメ
- げんしけん二代目（2013年、UHF系列）
- 曇天に笑う（2014年、日本テレビ）
- ロボットガールズZ（2014年、東映チャンネル）
- ザ・ファブル（2024年、日本テレビ）
- リンカイ!（2024年、UHF系列）

### 映画
- 内村さまぁ〜ず THE MOVIE エンジェル（2015年、東宝）
- 闇金ドッグス4（2016年）
- 闇金ドッグス5（2017年）
- どすこい!すけひら（2019年）

### テレビ番組
- コズミックフロント(2013年〜、NHK)
- 競馬BEAT（2015年〜、関西テレビ）
- イキザマJAPAN（2015年〜、関西テレビ）
- 日テレポシュレ（2021年〜、日本テレビ）
- クイズ!あなたは小学5年生より賢いの?（2021年〜、日本テレビ）
- よじごじDays（2022年〜、テレビ東京）
- みんなのスポーツ（2022年〜、テレビ東京）
- シューイチ（2022年〜、日本テレビ）
- news every（2022年〜、日本テレビ）
- スッキリ（2022年、日本テレビ）
- ZIP!（2023年〜、日本テレビ）

### ラジオ
- FMシアター あいちゃんは幻(2016年、NHK)

### CM
- トヨタ
- マクドナルド
- 東京ディズニーシー
- ユニバーサル・スタジオ・ジャパン
- SONY
- JR東海
- 日清
- CASIO
- 伊藤園
- LOTTE
- 大正製薬
- 東急不動産
- JTB
- イオン
- 牛角
- アートネイチャー
- マネックス証券
- JT

### 舞台
- スーパー歌舞伎Ⅱ ワンピース（作編曲）(2015年、松竹)
- スーパー歌舞伎Ⅱ 新版 オグリ（作編曲）(2019年、松竹)
- 人形浄瑠璃 清和文楽 ONEPIECE（作編曲）(2022年)
- 暁の帝〜壬申の乱編〜（2018年、「暁の帝」製作委員会）
- 暁の帝～朱鳥の乱編～（2019年、Nemeton）

### アーティスト
- 伊勢大貴
  - 2014年 - 「がむしゃらBaby Love」
- 岡幸二郎
  - 2014年 - 「ベスト・オブ・ミュージカル」（オーケストラ編曲）
- 竜馬四重奏
  - 2014年 - 「さすらいびと」
- 原田直之
  - 2014年 - 「花は咲く」（編曲）
- IL DEVU
  - 2015年 - 「ディス・イズ・ザ・モーメント」（編曲）
- 上野耕平
  - 2016年 - 「ニュー・シネマ・パラダイス・メドレー」（編曲）
- Ko-Z小野田
  - 2016年 - 「夢日和 −はじまりの未来− 」（編曲）

#### 声優
- 愛美
  - 2021年 - 「瞬間SummerDay!」（ストリング編曲[2]）
- petit milady
  - 2014年 - 「恋はみるくてぃ」
- 宮田幸季
  - 2014年 - 「悲しみのLOVE AFFAIR」
  - 2014年 - 「感謝を...」

#### アニメ関連曲
- テレビアニメ『デジモンクロスウォーズ』
  - 2011年 - 「Evolution & Digixros ver.KIRIHA」（編曲）
- テレビアニメ『ロボットガールズZ』
  - 2014年 - 「チームZのチカラ！」(作詞・作曲・編曲)
  - 2014年 - 「ご存知かしら?」(編曲)
- テレビアニメ『聖剣使いの禁呪詠唱』
  - 2015年 - 「妄 -デタラメ- 」

#### ゲーム関連曲
- ゲームアプリ『ららマジ』
  - 2017年 - 「未来Symphony」
- ゲーム『アートワール魔法学園の乙女たち』
  - 2018年 - 「Magical×Miracle」
- ゲーム『Relayer』
  - 2022年 - 「Into the Lost Code」